# Дженнингс, Кит (баскетболист)
Кит Расселл «Мистер» Дженнингс (англ. Keith Russell "Mister" Jennings; родился 2 ноября 1968 года, Калпепер, штат Виргиния, США) — американский профессиональный баскетболист и тренер.

## Карьера в НБА
Играл на позиции разыгрывающего защитника. На драфте 1991 года не был выбран ни одной из команд, однако позднее заключил соглашение с клубом «Джексонвилл Хутерс», но вскоре уехал в Европу, где конец сезона провёл в Германии, выступая за «Брандт Хаген». Позже выступал за команды «Голден Стэйт Уорриорз», «Эстудиантес», «Ле-Ман», «Реал Мадрид», «Фенербахче», «Санкт-Петербург Лайонс», «Страсбур» и «Нанси». Всего в НБА провёл 7 сезонов. В 1991 году стал лауреатом премии имени Фрэнсис Померой Нейсмит, а также включался во 2-ю всеамериканскую сборную NCAA. Два года подряд признавался баскетболистом года среди студентов конференции Southern (1990—1991). Всего за карьеру в НБА сыграл 164 игры, в которых набрал 1090 очков (в среднем 6,6 за игру), сделал 248 подборов, 614 передач, 164 перехвата и 2 блок-шота.

## Зарубежная карьера
Завершив свои выступления в НБА, Дженнингс переехал в Европу, где сначала выступал один сезон в Испании за команду «Эстудиантес», а затем два года во Франции — за «Ле-Ман». В сезоне 1996/1997 годов числился в составе команды «Денвер Наггетс», однако не провёл за неё ни одного матча. В 1999 году он вернулся в Испанию, где заключил контракт с клубом «Реал Мадрид», однако вскоре покинул команду, переехав в Турцию, где остаток сезона провёл в «Фенербахче». Затем Кит заключил соглашение с российским клубом «Санкт-Петербург Лайонс», после чего вернулся во Францию, где завершил свою карьеру, выступая за команды «Страсбур» и «Нанси».

## Тренерская карьера
После завершения профессиональной карьеры игрока Кит Дженнингс три года проработал главным тренером школьной команды «Хайленд Скул» (2004—2007). Затем работал на должности ассистента главного тренера родной команды «Ист Теннесси Стэйт Букканирс» (2007—2008) и школьной команды «Скинс-Хилл Хай Скул» (2008—2009). В настоящее время работает помощником главного тренера в студенческой команде «Блуфилд Рэмс», выступающей в NAIA.

## Статистика

### Статистика в НБА
| Сезон                                                                                    | Команда      | Регулярный сезон | Регулярный сезон | Регулярный сезон | Регулярный сезон | Регулярный сезон | Регулярный сезон | Регулярный сезон | Регулярный сезон | Регулярный сезон | Регулярный сезон | Регулярный сезон | Серия плей-офф | Серия плей-офф | Серия плей-офф | Серия плей-офф | Серия плей-офф | Серия плей-офф | Серия плей-офф | Серия плей-офф | Серия плей-офф | Серия плей-офф | Серия плей-офф |
| Сезон                                                                                    | Команда      | GP               | GS               | MPG              | FG%              | 3P%              | FT%              | RPG              | APG              | SPG              | BPG              | PPG              | GP             | GS             | MPG            | FG%            | 3P%            | FT%            | RPG            | APG            | SPG            | BPG            | PPG            |
| ---------------------------------------------------------------------------------------- | ------------ | ---------------- | ---------------- | ---------------- | ---------------- | ---------------- | ---------------- | ---------------- | ---------------- | ---------------- | ---------------- | ---------------- | -------------- | -------------- | -------------- | -------------- | -------------- | -------------- | -------------- | -------------- | -------------- | -------------- | -------------- |
| 1992/93                                                                                  | Голден Стэйт | 8                | 0                | 17,0             | 59,5             | 55,6             | 77,8             | 1,4              | 2,9              | 0,5              | 0,0              | 8,6              | Не участвовал  | Не участвовал  | Не участвовал  | Не участвовал  | Не участвовал  | Не участвовал  | Не участвовал  | Не участвовал  | Не участвовал  | Не участвовал  | Не участвовал  |
| 1993/94                                                                                  | Голден Стэйт | 76               | 2                | 14,4             | 40,4             | 37,1             | 83,3             | 1,2              | 2,9              | 0,9              | 0,0              | 5,7              | 3              | 0              | 13,0           | 30,8           | 20,0           | 85,7           | 1,7            | 1,3            | 0,3            | 0,0            | 5,0            |
| 1994/95                                                                                  | Голден Стэйт | 80               | 24               | 21,5             | 44,7             | 36,8             | 87,6             | 1,9              | 4,7              | 1,2              | 0,0              | 7,4              | Не участвовал  | Не участвовал  | Не участвовал  | Не участвовал  | Не участвовал  | Не участвовал  | Не участвовал  | Не участвовал  | Не участвовал  | Не участвовал  | Не участвовал  |
|                                                                                          | Всего        | 164              | 26               | 18,0             | 43,6             | 37,4             | 85,2             | 1,5              | 3,7              | 1,0              | 0,0              | 6,6              | 3              | 0              | 13,0           | 30,8           | 20,0           | 85,7           | 1,7            | 1,3            | 0,3            | 0,0            | 5,0            |
| Наведите курсор мыши на аббревиатуры в заголовке таблицы, чтобы прочесть их расшифровку. |              |                  |                  |                  |                  |                  |                  |                  |                  |                  |                  |                  |                |                |                |                |                |                |                |                |                |                |                |

### Статистика в других лигах
| Сезон                                                                                   | Команда                | Лига     | GP | GS | MPG  | FG%  | 3P%  | FT%  | RPG | APG | SPG | BPG | PPG  |  |
| 2000/01                                                                                 | Санкт-Петербург Лайонс | Евролига | 5  | 5  | 24,7 | 46,7 | 20,0 | 80,0 | 3,2 | 1,8 | 1,2 | 0,0 | 10,2 |  |
|                                                                                         |                        | Всего    | 5  | 5  | 24,7 | 46,7 | 20,0 | 80,0 | 3,2 | 1,8 | 1,2 | 0,0 | 10,2 |  |
| Наведите курсор мыши на аббревиатуры в заголовке таблицы, чтобы прочесть их расшифровку |                        |          |    |    |      |      |      |      |     |     |     |     |      |  |